# Іван Шубашич
Іван Шубашич (хорв. Ivan Šubašić; нар. 7 травня 1892, Вукова Гориця, Королівство Хорватія — пом. 22 березня 1955, Загреб, Хорватія) — хорватський і югославський політик, найбільш відомий як останній бан Хорватії або як перший і останній бан бановини Хорватії.

## Життєпис
Народився у Вуковій Гориці, в тогочасній Австро-Угорщині. Закінчив середню школу в Загребі і вступив на богословський факультет у Загребський університет. Під час Першої світової війни Шубашича було призвано в австро-угорську армію, де він брав участь у бойових діях проти сербських військ на річці Дрина. Пізніше його було відправлено на Східний фронт, де він скористався нагодою перейти на російський бік. Звідти приєднався до югославських добровольців, які в складі сербської армії воювали на Салоніцькому фронті.
Після війни Шубашич здобув диплом юриста в Загребському університеті, і після цього відкрив адвокатську контору у Врбовско. Там він познайомився з Мачеком і вступив у Хорватську селянську партію. 1938 року його було обрано депутатом югославських Національних Зборів.
У серпні 1939 року Мачек і тодішній югославський прем'єр-міністр Драгіша Цветкович досягли угоди про конституційний переустрій Югославії та відновлення державності Хорватії у вигляді Бановини Хорватії — автономного утворення, яке разом із власне Хорватією включало цілі округи сьогоднішньої Боснії і Герцеговини та деякі частини нинішньої Воєводини, де більшість населення становили хорвати. Шубашича було призначено першим баном — номінальним главою цього утворення, яке очолював його уряд.
Коли вслід за вторгненням держав Осі в квітні 1941 Бановина разом із Королівством Югославія перестала існувати, Шубашич приєднався до Душана Симовича і його югославського уряду у вигнанні, та перед від'їздом з країни відмовився санкціонувати звільнення чималої кількості хорватських комуністів і лівих, заарештованих і утримуваних у тюрмах за часів його врядування. Владу над тими в'язницями незабаром перебрала на себе новостворена Незалежна Держава Хорватія, а її ув'язнених, ймовірно, було пізніше страчено усташами.

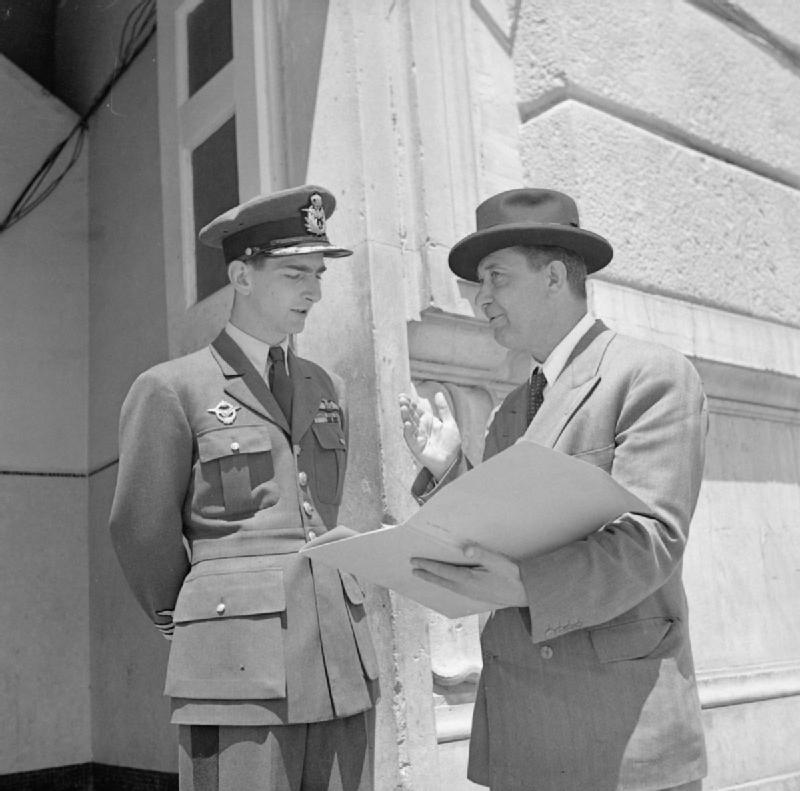
Шубашич (праворуч) із королем Петром Карагеоргієвичем в Італії після зустрічі з Тіто

В еміграції Шубашич спершу представляв югославський королівський уряд у США. Дедалі більший розрив між роялістським урядом та головним югославським рухом опору в особі Тіто і його керованих комуністами партизанів поступово змусив Черчілля виступити посередником. Некомуністичний хорват Шубашич призначається новим прем'єр-міністром з метою досягти компромісу між тітовськими силами, які представляли фактичний уряд на визволених територіях, та монархією, яка віддала перевагу Дражі Михайловичу і його сербським четникам.
Після відмови Михайловичу з боку короля Петра Карагеоргієвича у підтримці на користь комуністів Шубашич зустрівся з Тіто на острові Віс і підписав Угоду Тіто-Шубашича, яка визнала партизанів як законні збройні сили Югославії в обмін на формальне визнання партизанами роялістів і згоду їх на участь останніх у новому уряді. Шубашич перебував на посаді прем'єр-міністра до 7 березня 1945 року, коли в Белграді було сформовано тимчасовий уряд Демократичної Федеративної Югославії, де Тіто офіційно став прем'єр-міністром, а доктор Шубашич дістав портфель міністра закордонних справ. Уже в серпні 1945 року він подав у відставку, не погоджуючись із комуністичною політикою нового керівництва країни, і пішов з уряду в жовтні того самого року.
Після відставки Шубашич вирушив у Загреб, де вдалині від пильної уваги громадськості, але під незмінним наглядом агентів УДБА помер 22 березня 1955 р. На його похороні були присутні близько 10000 осіб. Поховано його на кладовищі Мирогой.